# Acidaliodes
Acidaliodes is een geslacht van vlinders van de familie Uilen (Noctuidae), uit de onderfamilie Acontiinae.

## Soorten
- A. atripuncta Hampson, 1910
- A. celenna Druce, 1892
- A. costipuncta Hampson, 1911
- A. enona Druce, 1892
- A. eoides Barnes & McDunnough, 1913
- A. excisa Hampson, 1910
- A. flavipars Dyar, 1914
- A. infantilis Schaus, 1912
- A. irrorata Hampson, 1918
- A. lycaugesia Hampson, 1910
- A. mela Dyar, 1914
- A. melasticta Hampson, 1914
- A. perstriata Hampson, 1907
- A. strenualis Hampson, 1914
- A. truncata Hampson, 1910
- A. umber Dyar, 1914
- A. zattu Schaus, 1911